# 本杰明·齐默
本杰明·齐默（英語：Benjamin Zimmer，1971年—）是一位美国语言学家和辭書學家。他是牛津大學出版社版美国语言词典的编辑，曾是《华尔街日报》的语言专栏作家和《大西洋》雜誌的特约编辑，也曾为《波士頓環球報》《紐約時報書評》等报纸杂志的语言学专栏撰稿。